# 楊國興
楊國興（？—1366年），安徽定远人，元末明初军事将领。
其以右翼元帥身份守宜興，当时常州人陳保二聚众闹事谋反，反复叛变，后被杨斩杀。后升神武衛指揮使。当时与茅成在攻打苏州的时候，进攻至閶門戰死。